# Caminito (canción)
«Caminito» es una canción de tango compuesta en 1926 por los argentinos Juan de Dios Filiberto (música) y Gabino Coria Peñaloza (letra). Fue grabada inicialmente por Carlos Gardel pero logró el éxito con una interpretación de Ignacio Corsini.
La letra de la canción -anterior a la música- está inspirada en el Caminito de Olta, en la provincia de La Rioja, parte de un antiguo sendero rural que llevaba desde la localidad hasta el pueblo cercano de Loma Blanca. La música, por su parte, está inspirada en el «Caminito» del barrio de La Boca en Buenos Aires. 
La calle fue rebautizada y rediseñada como el actual Caminito, con objetivos turísticos, en 1950. La letra del tango se refiere realmente a un camino rural de la localidad de Olta, en el actual departamento General Belgrano, en la provincia de La Rioja. Está considerado el tercer tango más famoso en todo el mundo, luego de La cumparsita y El choclo. Ha sido interpretado por artistas de muy diversos estilos y países, destacándose la versión realizada por Los Tres Tenores.

## Letra

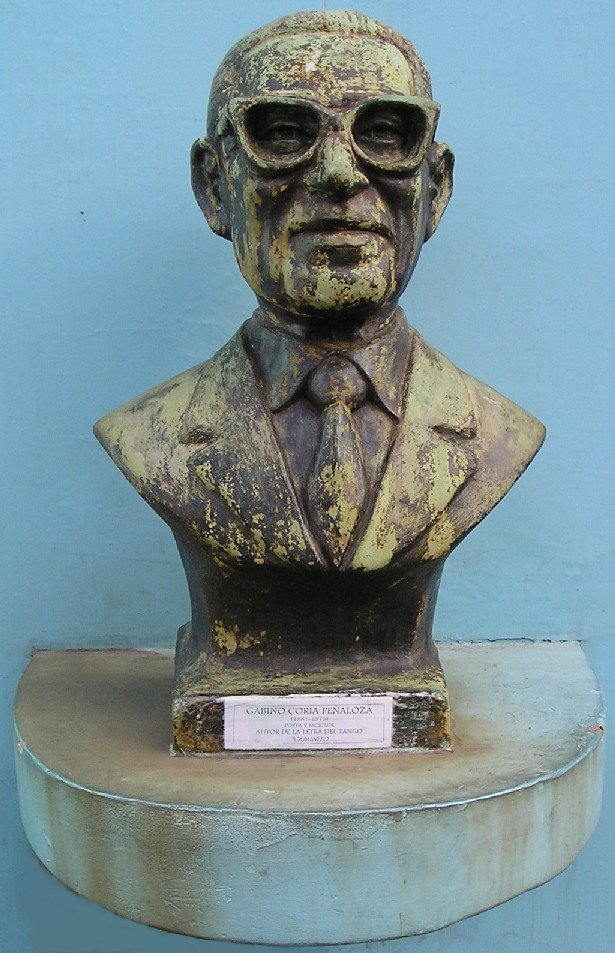
Busto de Gabino Coria Peñaloza, obra de Ezer Díaz, ubicado en el caminito de La Boca.

La letra del tango fue escrita en 1903, 23 años antes de que se compusiera la canción, por Gabino Coria Peñaloza (1881-1975), un puntano radicado en la localidad riojana de Chilecito.

"Caminito que el tiempo ha borrado

que juntos un día nos viste pasar

he venido por última vez

he venido a contarte mi mal.

Caminito que entonces estabas

bordado de trébol y juncos en flor

una sombra ya pronto serás

una sombra lo mismo que yo

Desde que se fue

triste vivo yo

caminito amigo

yo también me voy

Desde que se fue

nunca más volvió

Seguiré sus pasos...

Caminito, adiós

Caminito que todas las tardes

feliz recorría cantando mi amor

no le digas, si vuelve a pasar

que mi llanto tu suelo regó

Caminito cubierto de cardos

la mano del tiempo tu huella borró...

Yo a tu lado quisiera caer

y que el tiempo nos mate a los dos"

Posee una estructura clásica de dos partes, cada una integrada por dos estrofas, y un estribillo. En el poema, el poeta le habla al caminito, como confidente y como testigo silencioso de su soledad y su tristeza («he venido a contarte mi mal»). El caminito es el lugar al que el autor va a recordar a un gran amor perdido, con quien solía caminar por allí. Sin embargo, según la letra, es la última vez que el poeta irá al caminito («he venido por última vez»). El sentido de la letra puede interpretarse como una intención del poeta de matarse («yo también me voy»; «que el tiempo nos mate a los dos»), pero también como una decisión de marcharse también él, para seguir con su vida, a pesar del dolor de haberla perdido:

Desde que se fue
triste vivo yo,
caminito amigo,
yo también me voy.

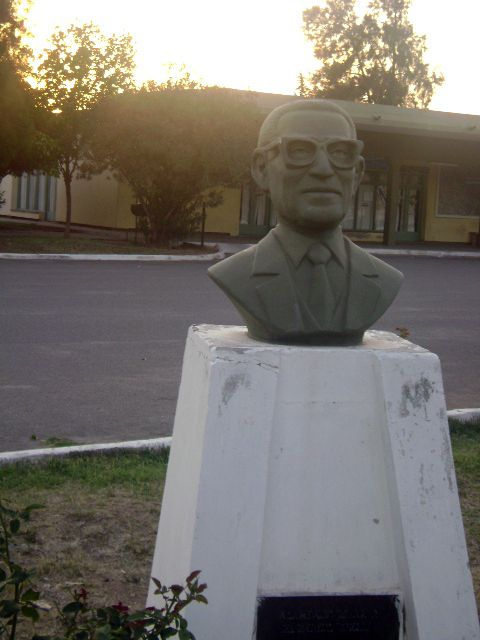
Busto de Gabino Coria Peñaloza en Olta, La Rioja

En una figura de la tercera estrofa, el poeta pone en evidencia que el caminito no solo es un lugar de recuerdo de ella, sino una posible conexión entre ambos amantes, ante la posibilidad de que ella también pudiera volver a pasar. Como si fuera un amigo que continúa viendo a ambos amantes luego de separados, el poeta le pide que no le diga que llora por ella:

...no le digas si vuelve a pasar
que mi llanto tu suelo regó.

El poema reflexiona también sobre el paso del tiempo, tema recurrente en el tango. El poeta se identifica con el caminito: cuando él era feliz con su amada, el caminito era un bello sendero «bordado de trébol y juncos en flor»; ahora, cuando él la ha perdido y el tiempo ha pasado, el caminito está «cubierto de cardos» y borrado por «la mano del tiempo».
Finalmente, el poeta se despide del caminito. Toda la canción es una despedida. El autor le dice al caminito que siente que «quisiera caer» a su lado, pero que, al mismo tiempo, ha tomado la decisión de dejar de venir al caminito, para seguir los pasos de ella, no en el sentido de seguirla a ella, sino de irse de allí.

Seguiré sus pasos...
Caminito, adiós.

## Música
La música fue compuesta por Juan de Dios Filiberto. Sus primeros compases fueron gestados en 1923, para completarla en 1926. Filiberto la inscribió como «canción porteña», para diferenciarla del tango clásico. La música de «Caminito» «participa del carácter de vidalita y de cierta música pampeana», influencias folklóricas que son características del estilo de Filiberto.
Cada estrofa comienza en fa menor, que sube a fa mayor en el estribillo, reforzando el tono melancólico. Se ha señalado que el atractivo de la música de «Caminito» radica precisamente en el aire melancólico que le otorga la melodía, así como en la simpleza y sencillez de su estructura, «uno de los tangos de menor cantidad de notas y compases».

## Historia
Gabino Coria Peñaloza y Juan de Dios Filiberto se conocieron en 1920, presentados por el pintor Quinquela Martín. Ambos establecieron una sólida sociedad creativa y compusieron juntos gran cantidad de tangos exitosos, como El pañuelito (1920), La cartita (1921) y La Vuelta de Rocha (1924), entre otros.
Coria Peñaloza ha contado que una tarde de 1925, en un café de la calle Florida al 300, Filiberto le tarareó una melodía que había compuesto inspirándose en un sendero de su barrio, La Boca, a la que quería que le pusiera letra. En ese momento, el poeta hizo un croquis de la melodía en un papel, pero luego lo perdió. Filiberto siguió insistiendo:

Cuatro meses después, volví a encontrarme con Filiberto y me reclamó nuevamente la letra, lo vi tan apurado en terminar su Tango, que fui a la pensión y empecé a buscar en medio de tantos papeles donde había viejos poemas, publicaciones, etc, y encontré un verso: era Caminito, un poema de amor.
Gabino Coria Peñaloza.

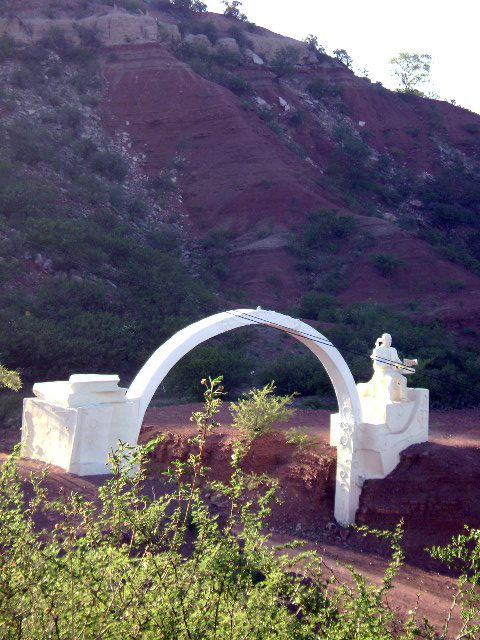
Monumento a Caminito, Olta

Se trataba de un poema escrito más de veinte años antes, inspirado en la ruptura de un amor de Coria Peñaloza cuando era un joven veinteañero, en el pueblo de Olta, en La Rioja, de donde era originaria su madre. En aquella ocasión, el poeta se había enamorado de una profesora de música del lugar, de nombre María, cuya identidad nunca quiso revelar, con la que mantuvo un apasionado romance. Como reacción, los familiares de la joven la enviaron a otro lugar para impedir la relación entre ambos. Coria Peñaloza escribió entonces esos versos, referidos al Caminito de Olta en el que ambos se veían.
La melodía creada por Filiberto está originada en un fondo emocional similar. El propio autor contó una vez que:

En 1904, pasaba yo por esta curva...; iba a mi trabajo... Mi oficio era de mecánico... Después de muchos años, siendo músico, en 1923, pasé un anochecer, añorando aquellos tiempos; recordé a una chica que se asomaba a una ventana y me salieron unos compases de la canción El caminito, que recién en 1926 terminé.

Al parecer Filiberto intentó cambiar un poco la letra para acomodarla a la melodía, pero Coria Peñaloza se opuso, y terminó entonces ajustando la melodía a la métrica original del poema. La pieza fue estrenada ese mismo año de 1926, en el Concurso de Canciones Nativas del Corso Oficial de Buenos Aires, durante el carnaval, ganando el concurso pero sin entusiasmar al público. Ese mismo año lo grabó Carlos Gardel para el sello Odeón, pero la canción persistió sin destacarse.
Al año siguiente, el 5 de mayo, el dramaturgo Alberto Novión, estrenó en el Teatro Cómico un sainete titulado Facha Tosta (del italiano, ‘caradura’). En ese sainete Ignacio Corsini interpretó Caminito y entonces sí, la canción tuvo un éxito resonante; y Gardel, un buen amigo de Corsini, se la cedió.
En los años siguientes, Caminito había quedado relativamente olvidada, sobre todo a partir del enorme éxito que obtuvo Corsini con La pulpera de Santa Lucía. En 1930, el intendente de la Ciudad de Buenos Aires, José María Cantilo, organizó un gran homenaje a Filiberto, en el que Corsini relanzó Caminito, reforzando así su popularidad.

## Los dos caminitos: el de La Boca y el de Olta

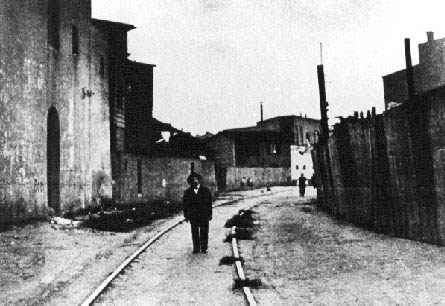
El Caminito de La Boca en 1939, antes de que fuera establecido como calle museo.

Una curiosidad del tango Caminito es que la letra está referida a un caminito y la música a otro. Esto no es muy sabido y muchas personas creen que la canción está referida solamente al conocido Caminito que se encuentra en el barrio de La Boca en Buenos Aires. Sin embargo esto es sólo cierto en parte. Es cierto que Filiberto compuso la música inspirado en el famoso sendero de La Boca, pero no es el caso de la letra, que Gabino Coria escribió muchos años antes y que está inspirado en un sendero rural del pequeño pueblo de Olta, en la provincia de La Rioja.
El Caminito de la Boca fue primero un arroyuelo y luego una vía ferroviaria destinada a la circulación de trenes de carga en el puerto de La Boca, que era localmente conocido como «La Curva». Filiberto recuerda su paso por el lugar para ir a trabajar a la fábrica, en 1904. En 1920 el ferrocarril dejó de pasar y el camino permaneció abandonado. En 1923, Filiberto, al tomar ese camino para ir a su casa en la calle Magallanes 1140, en la que desemboca el sendero, evocó sentimientos nostálgicos y escribió los primeros compases de la canción. En 1950, un grupo de vecinos entre los que se encontraba el pintor boquense Benito Quinquela Martín, comenzó a arreglar el lugar y en 1959 la Municipalidad de la Ciudad de Buenos Aires, lo declaró «calle museo». Desde entonces el lugar ha sido un centro cultural y turístico.
El Caminito de Olta era parte de un sendero ancestral rural que llevaba de la plaza central del pueblo, al pueblo cercano de Loma Blanca. Actualmente en el mismo se encuentra un monolito que señala su valor cultural. Por el mismo, en 1903, Coria Peñaloza caminaba con su enamorada, en lo que era su lugar privado de encuentro. Es este caminito el que Coria Peñaloza describe como «bordado de trébol y juncos en flor». 

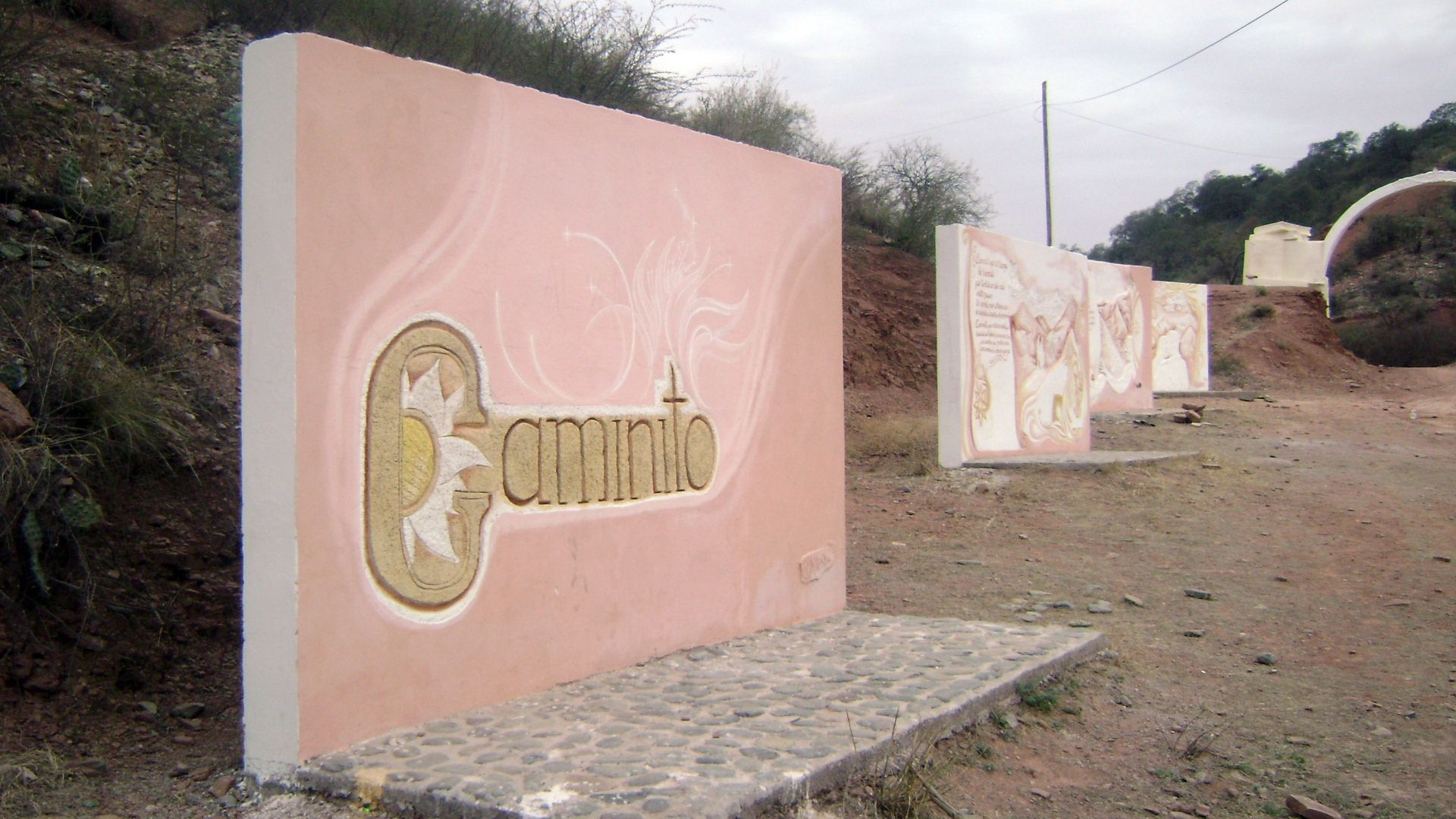
Monumento a Caminito en Olta, La Rioja, Argentina

Existe un tercer caminito, en Chilecito (La Rioja), ciudad en la que Coria Peñaloza se radicó en 1929, permaneciendo hasta su muerte en 1975. En 1971, la Ciudad de Chilecito, en homenaje en vida a Gabino Coria Peñaloza decidió nombrar a una de sus calles con el nombre de Caminito, colocando una placa que recuerda el motivo.

## Versiones
La primera versión fue realizada en vivo, en el verano de 1926, en el Concurso de Canciones Nativas del Corso Oficial de Buenos Aires. En esa oportunidad, Filiberto dirigió una orquesta de diez violines y un armonio, correspondiéndole el canto a un cuarteto coral. Obtuvo el primer premio, pero pasó poco apercibida para el público.
Carlos Gardel hizo tres grabaciones de Caminito, la primera el 26 de noviembre de 1926 (matriz 4076; Odeón 18171) y las otras dos al año siguiente. En las tres ocasiones, con acompañamiento de guitarras a cargo de José Ricardo y Guillermo Desiderio Barbieri.
El 5 de mayo de 1927, el hasta entonces actor y cantante Ignacio Corsini realizó su interpretación consagratoria de la canción, durante la representación del sainete Facha Tosta (del italiano, ‘caradura’). Al finalizar, Filiberto, que estaba presente, se paró sobre la butaca y al mismo tiempo que la golpeaba con su paraguas gritaba:

¡Bravo, Ignacio, bravo! ¡Así se canta!

Gardel, que también estaba presente, en ese acto le cedió a Corsini la canción, un hecho excepcional, porque Gardel tenía firmado un contrato con Odeón por el que no se podían grabar nuevas versiones de canciones ya registradas por él. Finalmente, fue la popularidad que Corsini alcanzó con Caminito, la que lo llevó a dejar ese año la actuación, para dedicarse exclusivamente a cantar.
En diciembre de 1931 Libertad Lamarque interpretó Caminito, La cumparsita y Taconeando en el Teatro Colón, ganando el concurso de tango que allí se celebraba y el título de «Reina del Tango».
Con el paso de los años Caminito ha sido versionado por cantantes de las más diversas procedencias como Eydie Gormé y Los Panchos, Nana Mouskouri, Julio Iglesias, Iva Zanicchi, Nelly Omar, Rocío Dúrcal, Daniela Romo, Ray Conniff, Fairuz, Eduardo Falú, Richard Clayderman, Rubén Juárez, Hugo del Carril, etcétera.
Entre las versiones de la canción, sobresale la que realizaron Los Tres Tenores (Plácido Domingo, Josep Carreras y Luciano Pavarotti), al incluirla en su repertorio. Y de ellas se destaca la que realizaron en el famoso concierto de las Termas de Caracalla, el 7 de julio de 1990, con la orquesta de Zubin Mehta y arreglos musicales de Lalo Schifrin, la primera vez que cantaron juntos, para la apertura de la Copa Mundial de Fútbol de 1990. La transmisión televisada fue presenciada por mil millones de telespectadores, y el CD vendió 12 millones de copias, récord histórico mundial de venta para un disco de música clásica.